# 伊予鉄道300系電車
伊予鉄道300系電車（いよてつどう300けいでんしゃ）は、同社に在籍していた鉄道線用電車である。制御電動車のモハ300形と付随車のサハ500形により3両編成を組成していたが、両車の経歴は全く異なる。

## モハ300形
郡中線が電化された1950年（昭和25年）に日立製作所で301 - 304の4両が製造された。当初は車体長14m級2扉の小型車で、この頃登場した十和田観光電鉄デハ2400と同仕様であった。モハ301、302は自動加速式のMMC制御器、モハ303、304は三菱電機製HL制御である。
1961年（昭和36年）に自社古町車両工場で、車体を中央に切断したうえで、5m分の車体を挿入し、19m級3扉車とする工事が施工された。その際、車体の不燃化・照明の蛍光灯化・アルミサッシ化を実施している。また303, 304の主電動機（三菱電機MB-64C　出力48.4kW）は各車両2台ずつモハ106の電動車化に利用された。
1971年（昭和46年）サハ500を挟み、3両編成となったが、主電動機が1編成あたり6個しかなく、編成の出力低下が著しいことから、各編成を改修することになった。
1974年（昭和49年）低圧電源の交流化のため、電動発電機 (MG) が搭載された（三菱電機MG-50S　定格出力5KVA）。
1975年（昭和50年）に301・302は出力増強工事の名目で主電動機を交換。台車は日立MICから日本車輌製造D-16（南海電気鉄道発生品）、主制御器は三菱電機ABF-154-15M（改）にそれぞれ交換されている。また、全車運転台を左端から中央に移設。
1977年（昭和52年）に303・304も、出力増強工事の名目で主制御器・主電動機交換、台車も住友金属工業製FS-397に変更された上でWNドライブへ、電気指令式ブレーキへの改造が施工された。車体更新を行い、運転台を主幹制御器とブレーキハンドルが別個のデスクタイプへと交換された。しかし、車体は半鋼製で室内はニス塗りというアンバランスな形態になった。
1985年（昭和60年）に301・302も台車を小田急電鉄2220形廃車発生品のFS-316と交換してWNドライブ化されたが、700系の投入により1989年（平成元年）に廃車されている。

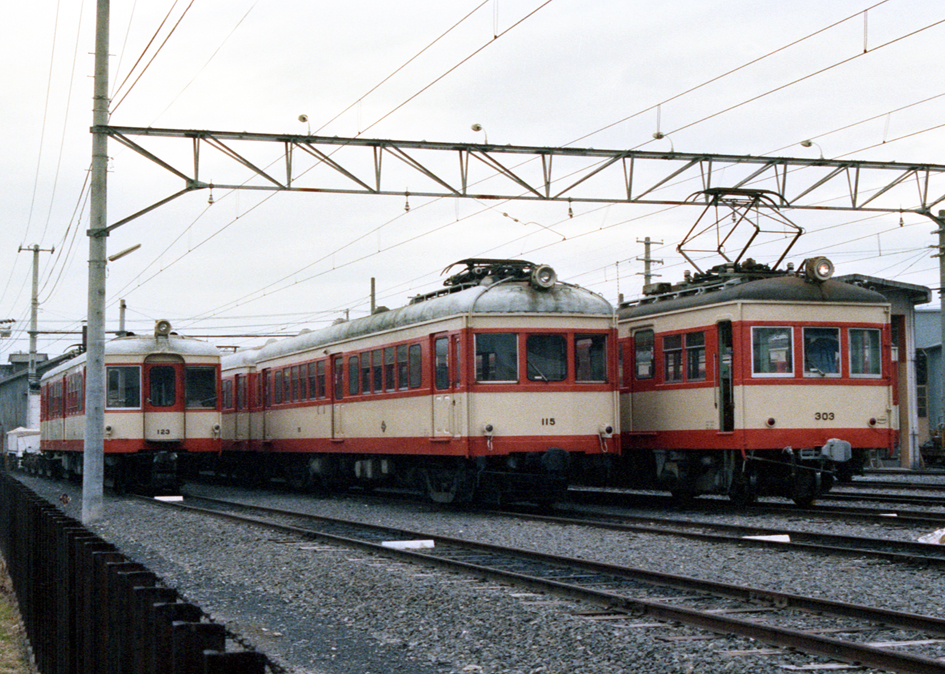
120系電車123（左） 110系電車115（中） 300系電車303（右）

## サハ500形
元は旧・鉄道省の木造院電で1914年（大正3年）に汽車製造で落成。東京横浜電鉄（現・東急電鉄）に払い下げの後、1936年（昭和11年）に日本車輌で鋼体化され、サハ1形を経て東急サハ3350形となった。サハ3350形は4両全車が1965年（昭和40年）に上田丸子電鉄に譲渡された。その頃伊予鉄道では300系の3両編成化を検討していた。300系が19mの長さのため、中間車を同じ19mにすると、郡中線土居田駅、高浜線大手町駅のホームからはみ出るため、当時と取引のあった西武建設に15から16mの車両を探すよう依頼した。西武建設は、当時入籍しなかった2両（管理番号352、354号）に目を付け、伊予鉄道に報告した。西武建設はこの2両をスクラップ扱いで購入し、1970（昭和45）年12月、1971（昭和46）年2月にかけて同社西武所沢車両工場で窓枠の金属サッシ化、室内整備、貫通路広幅化、電動発電機を取り付けた。西武建設が確保したのは車体のみで、台車は西武手持ちのTR11を取り付け、1971年（昭和46年）2月にサハ500形501・502となって入線した。入線に際し新製扱いとされたため、旧車両番号は不明である。伊予鉄道各線のホーム高さは各線により異なっていた。サハ500はドア回りを改造せず、ホーム高さが異なる高浜、横河原線での運用が困難のため、専ら郡中線での運用についた。
1974年（昭和49年）電動発電機（芝浦CLG-1）を撤去、棒連結器に交換。1977（昭和52）年502は303、304に合わせ、電気指令式ブレーキ化、外板の総張替え（ノーシル・ノーヘッダー化）、客用扉の交換がなされている。台車はTR11のままであったが、300系と乗り心地に差が生じるため、1978年（昭和53年）に502は高性能化改造された303, 304に合わせ、台車は住友金属工業FS-097に交換された。台枠は院電時代のものを保っていたが、台車取り付けのため側梁を大改造して取り付けている。501は台車を伊予鉄道余剰品の日立MICに変更された。1989年に501が廃車され、残る502も3000系の入線対応により2008年（平成20年）12月に廃車となった。

## 1995年以降
610系が増備された1995年（平成7年）冬以降、定期運用がなくなり主に朝ラッシュ時のみ運転となった。
2000年以降は、その運用からも外れて古町車庫において留置されていたが、3000系の導入が契機となり、それに先立つこと2008年11月に解体され、同年12月20日付で廃車除籍扱いとされた。

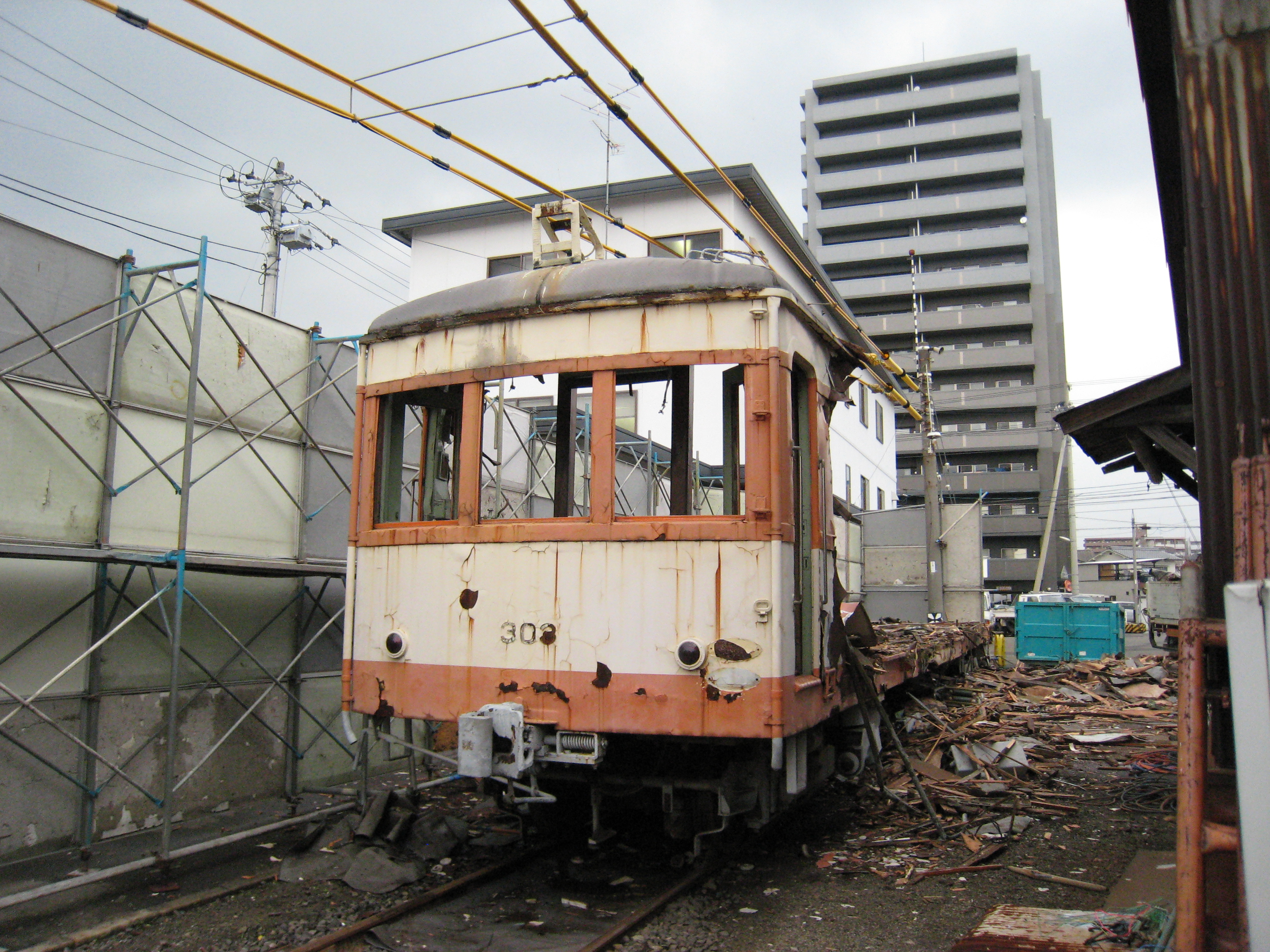
解体されるモハ303
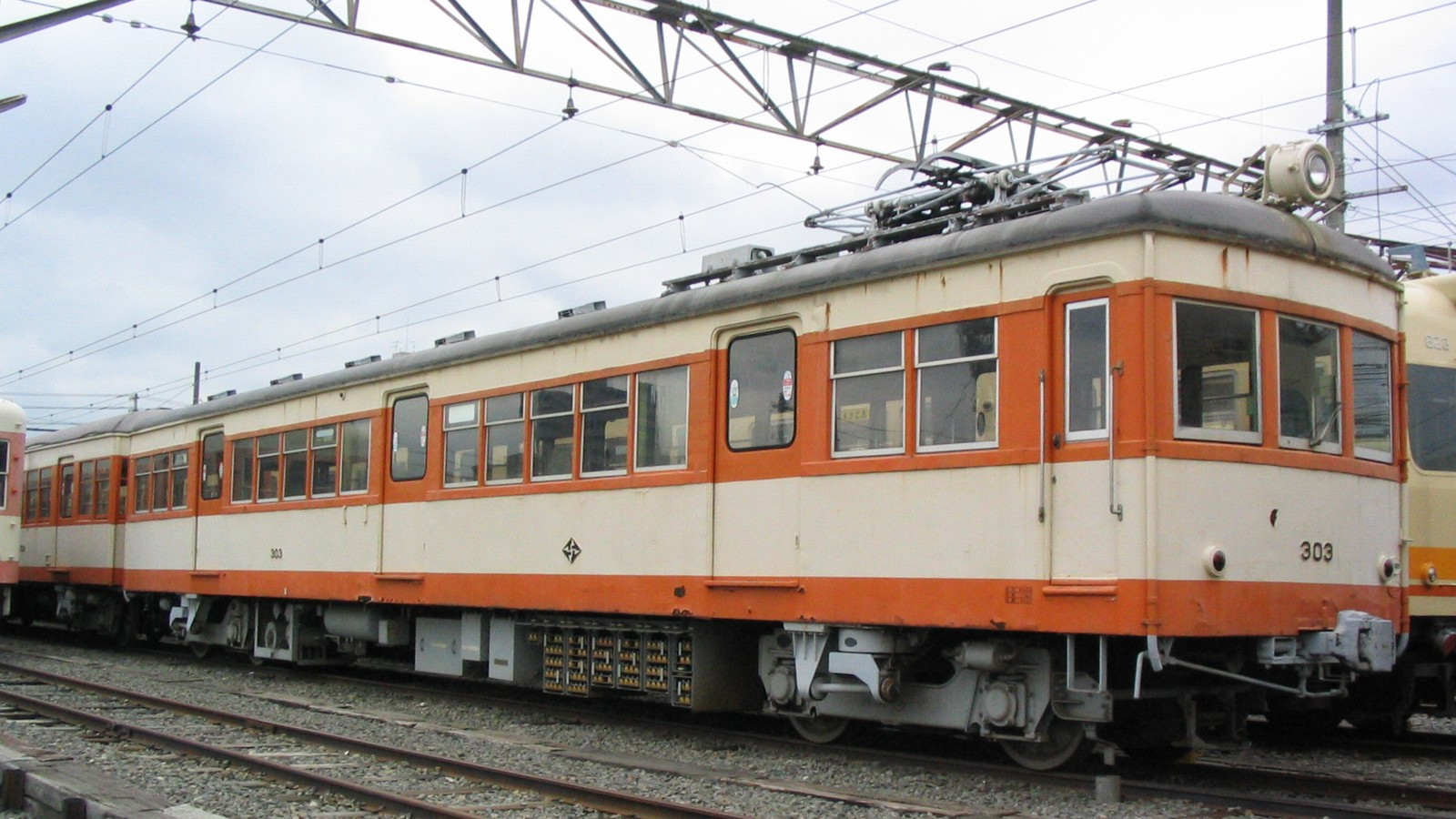
2003年当時の300系電車（モハ303）